# ایتاکایت

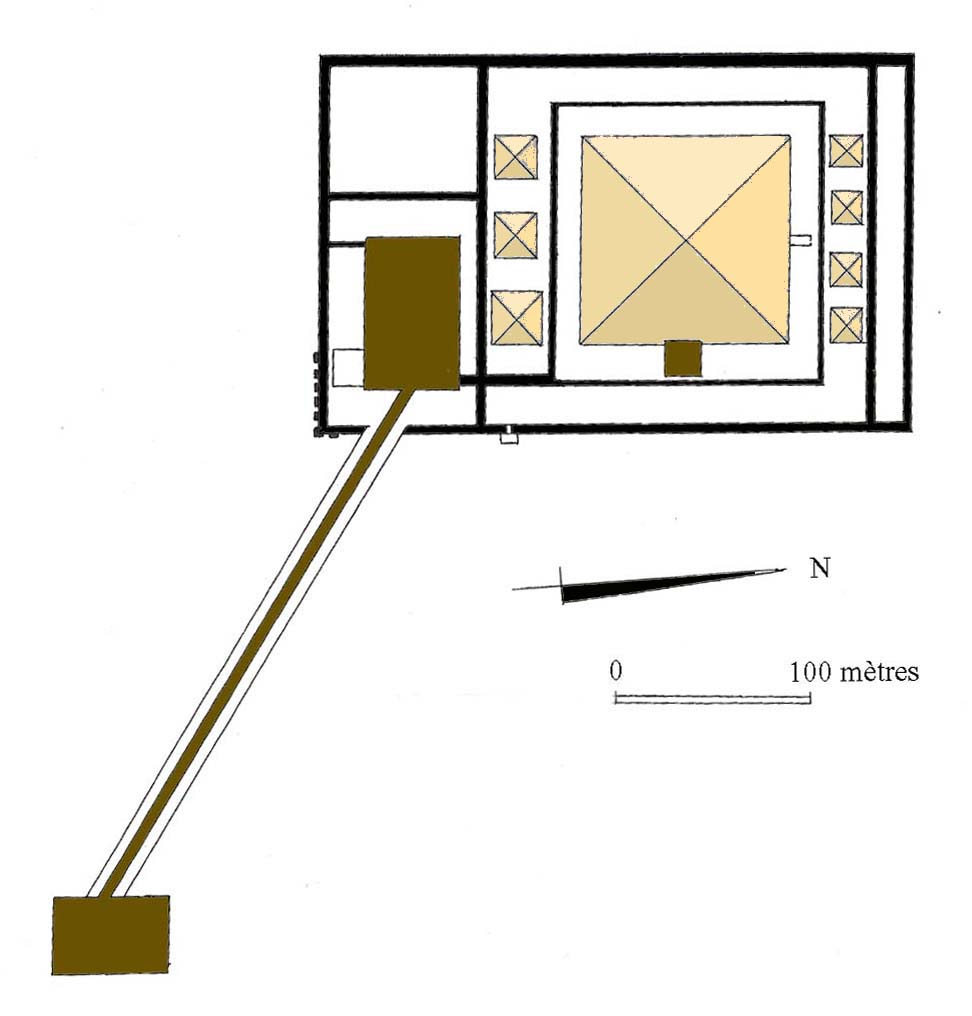
مجموعه هرم سنوسرت سوم، هرم ایتاکایت سومین هرم از بالا سمت راست است.

ایتاکایت (به انگلیسی: Itakayt) شاهدخت و ملکه‌ای در مصر باستان بود که در دوران دودمان دوازدهم، حدود سال ۱۸۰۰ پیش از میلاد می‌زیست. او عمدتاً از طریق هرم کوچکی که در کنار هرم سنوسرت سوم در دهشور قرار دارد، شناخته شده است. او دارای عنوان‌هایی چون «دختر پادشاه از صلب او»، «نیرومند»، «باوقار» و «محبوب» بود.

## هرم
هرم ایتاکایت در سمت شمالی هرم سِنسوسرت سوم واقع شده و در پایه حدود ۱۶٫۸۰ متر طول داشته است. احتمال می‌رود که ارتفاع آن نیز به همین اندازه بوده باشد. این هرم از خشت خام ساخته شده و با تخته‌سنگ‌های آهکی پوشانده شده بود. در جلوی هرم، نیایشگاه کوچکی قرار داشت که با نقش‌برجسته‌هایی تزئین شده بود. باقی‌مانده‌های این نقش‌برجسته‌ها، نام ایتاکایت را حفظ کرده‌اند. در حجره تدفینی، یک تابوت سنگی، یک صندوق کانوپی و دو کوزه کانوپی (برای نگهداری اندام‌های داخلی) یافت شد.